# Шапел Сент Уан
Шапел Сент Уан (фр. Chapelle-Saint-Ouen) насеље је и општина у северној Француској у региону Горња Нормандија, у департману Приморска Сена која припада префектури Дјеп.
По подацима из 2011. године у општини је живело 103 становника, а густина насељености је износила 13,12 становника/km². Општина се простире на површини од 7,85 km². Налази се на средњој надморској висини од 190 метара (максималној 219 m, а минималној 94 m).

## Демографија
| 1962. | 1968. | 1975. | 1982. | 1990. | 1999. | 2011. |
| ----- | ----- | ----- | ----- | ----- | ----- | ----- |
| 102   | 105   | 78    | 71    | 76    | 72    | 103   |

График промене броја становника у току последњих година